# Sorin Matei
Sorin Matei (* 6. Juli 1963 in Bukarest) ist ein ehemaliger rumänischer Hochspringer.

## Karriere
Matei nahm an drei Olympischen Spielen (1980 in Moskau, 1988 in Seoul und 1992 in Barcelona) sowie zwei Freiluft-Weltmeisterschaften (1983 in Helsinki und 1987 in Rom) teil.
Matei galt nicht unbedingt als Siegspringer bei großen internationalen Meisterschaften. Sein größter Erfolg war der Gewinn der Silbermedaille bei den Halleneuropameisterschaften in Genua 1992 hinter dem Schweden Patrik Sjöberg. Mateis Freiluft-Bestleistung von 2,40 Metern, aufgestellt am 20. Juni 1990 in Bratislava, bedeutete ebenso einen Landesrekord wie seine Hallenbestmarke von 2,38 Metern, die er 1995 in Wuppertal aufstellte.
Matei ist einer von nur neun Sportlern, die in ihrer Karriere im Freien über 2,40 Meter sprangen.
Er rangiert mit seiner Bestleistung auf einem geteilten fünften Rang der ewigen Freiluft-Weltbestenliste, während seine Hallenbestleistung von 2,38 m zu Platz 13 der Hallenrangliste reicht.
Bei einer Größe von 1,84 m betrug sein Wettkampfgewicht 71 kg.
Am 26. April 2007 wurde Matei als Nachfolger von Ilie Floroiu an die Spitze des Rumänischen Leichtathletik-Verbandes gewählt.

## Besonderheiten
Im Gegensatz zu vielen anderen – größeren – Weltklasse-Springern seiner Generation zeichnete sich Matei vor allem durch einen ausgeprägten, beidseitigen Einsatz der Arme in der Absprungphase aus. Er gilt weltweit als derjenige Springer, der seine Körpergröße am höchsten übersprungen hat.

## Ergebnisse bei Internationalen Meisterschaften
| Jahr | Wettbewerb                  | Ort                   | Ergebnis |
| ---- | --------------------------- | --------------------- | -------- |
| 1980 | Olympische Spiele           | Moskau, Sowjetunion   | 13.      |
| 1983 | Weltmeisterschaften         | Helsinki, Finnland    | 17.      |
| 1987 | Hallenweltmeisterschaften   | Indianapolis, USA     | 5.       |
|      | Weltmeisterschaften         | Rom, Italien          | 6.       |
|      | Universiade                 | Zagreb, Jugoslawien   | 3.       |
| 1988 | Halleneuropameisterschaften | Budapest, Ungarn      | 3.       |
|      | Olympische Spiele           | Seoul, Südkorea       | 20.      |
| 1989 | Halleneuropameisterschaften | Den Haag, Niederlande | 5.       |
| 1991 | Hallenweltmeisterschaften   | Sevilla, Spanien      | 6.       |
| 1992 | Halleneuropameisterschaften | Genua, Italien        | 2.       |
|      | Olympische Spiele           | Barcelona, Spanien    | 13.      |
| 1993 | Hallenweltmeisterschaften   | Toronto, Kanada       | 9.       |